# کسل رایزینگ
کسل رایزینگ (به انگلیسی: Castle Rising) یک روستا و محله مدنی در بریتانیا است که در King's Lynn and West Norfolk واقع شده‌است. کسل رایزینگ ۸٫۶۵ کیلومتر مربع مساحت و ۲۱۶ نفر جمعیت دارد.